# Веслоногие лягушки
Веслоногие лягушки, или веслоноги (лат. Rhacophoridae), — семейство бесхвостых земноводных. Одной из особенностей веслоногов является способность некоторых представителей семейства к планирующим прыжкам.

## Описание
Внешне напоминают квакш, от которых отличаются рядом особенностей строения скелета и морфологически близки к настоящим лягушкам. Размеры колеблются от 1,5 до 12 см, самцы мельче самок. Голова небольшого размера, туловище, как правило, стройное. У многих видов большие глаза с горизонтальными зрачками. Окраска, преимущественно, покровительственная — древесные виды обычно имеют зелёный тон окраски, наземные — коричневатый или бурый. Конечности хорошо развиты, особенно задние. Зачастую имеют яркую окраску внутренних поверхностей бёдер, которая визуально искажает форму тела и дезориентирует хищников. У Chiromantis по два противопоставленных пальца на передних лапах, что улучшает хватку при любом положении конечностей. Пальцы на передних и задних лапках необычайно длинные, между ними натянуты сильно развитые плавательные перепонки, которые дополняет кожная оторочка предплечий и наружных пальцев. На концах пальцев липкие, создающие вакуум, присоски.

## Образ жизни

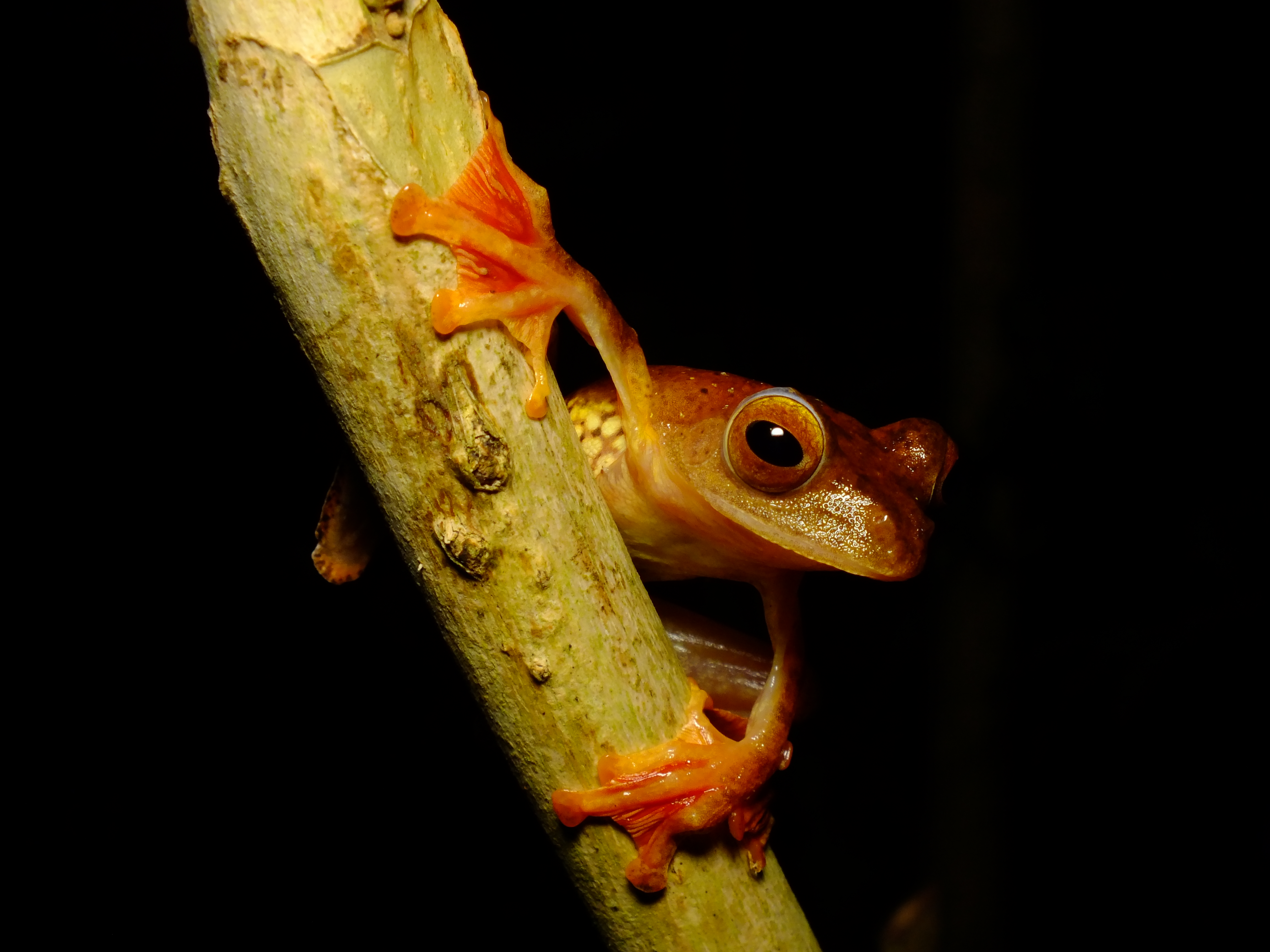
Леопардовый веслоног

Проживают в различных биотопах. Как правило, ведут древесный образ жизни, но есть и наземные виды. Населяют средние ярусы леса, предпочитая кустарники и невысокие деревья, растущие по берегам водоёмов. Некоторые бородавчатые веслоноги могут жить в карстовых полостях, заполненных водой, в залитых подвалах заброшенных строений и даже в бочках с дождевой водой. Абсолютное большинство веслоногов — ночные животные.
Одной из самых интересных особенностей веслоногих лягушек является способность к планирующим прыжкам используя перепонки. Перед прыжком лягушки раздувают тело, а оторвавшись от субстрата, расставляют конечности и как можно шире растопыривают пальцы. У некоторых видов площадь растянутой перепонки может достигать 20 квадратных сантиметров. Яванская летающая лягушка способна планировать на расстояние до 10—12 м.
В целях экономии жидкости некоторые виды веслоногов, обитающих в особо засушливых районах Африки и Южной Америки, накапливают мочевую кислоту, и весь излишек натрия, калия и 80 % азота в виде солей мочевой кислоты выводится из организма практически в сухом виде. Это позволяет им в засушливый сезон сохранять активность, довольствуясь лишь тем количеством воды, которое содержится в организме поедаемых ими насекомых.
Питаются, как правило, насекомыми и пауками, но крупные особи могут охотится на мелких позвоночных и молодь себе подобных.

## Размножение

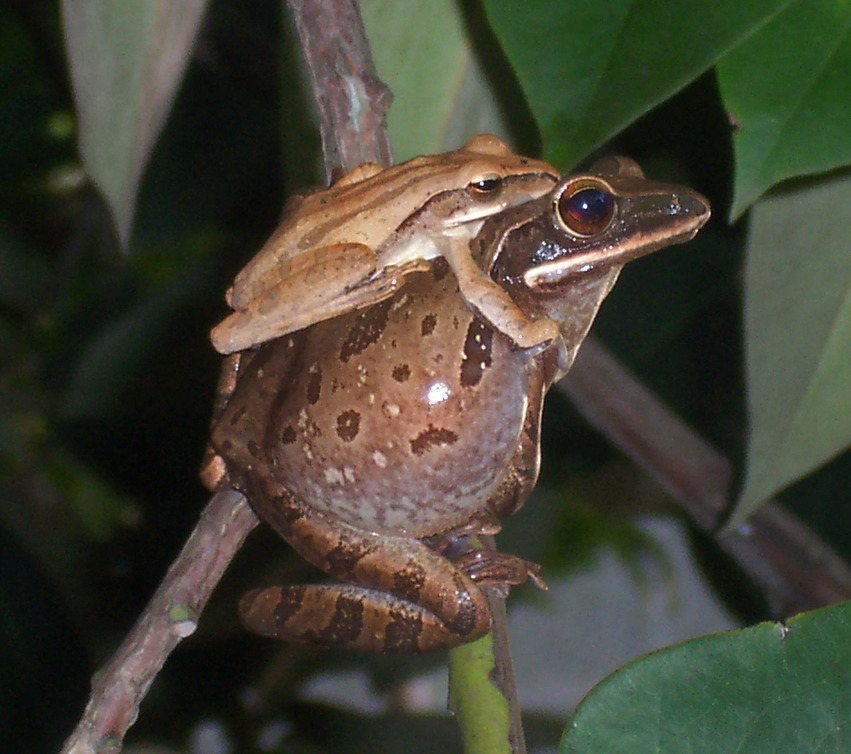
Амплексус домовых веслоногов

Это яйцекладущие амфибии. Во время спаривания самец размещается на спине у самки, крепко обхватив передними лапами за бока (амплексус). Некоторые виды спариваются большими группами. Если самка не готова к спариванию, она сигнализирует об этом особыми движениями и резкими криками. Пара остаётся в амплексусе от нескольких часов до 2-5 дней. За это время самка выбирает место для будущего гнезда.
Большинство веслоногов откладывают яйца в пенистые гнёзда, которые самки строят из своих выделений. Самка, расположившись на ветке дерева, выпускает большое количество слизи, которую самец взбивает задними лапками. В получившуюся пену откладывается от 4 до 1000 икринок. Гнездо располагается прямо над водоёмом, и вылупившиеся головастики, прорвав пенную оболочку, падают в воду. Сверху пена затвердевает, а внутри она постепенно становится жидкой, таким образом получается своеобразный аквариум. Также, пена выполняет функцию термостата, сглаживая суточные колебания температур. В нормальных условиях пенное гнездо сохраняется до двух недель, а затем разрушается. Личинки, преждевременно покинувшие грездо, отличаются замедленным ростом и развитием. Гнездовая пена, попавшая в водоём, вызывает гибель головастиков конкурирующих видов.

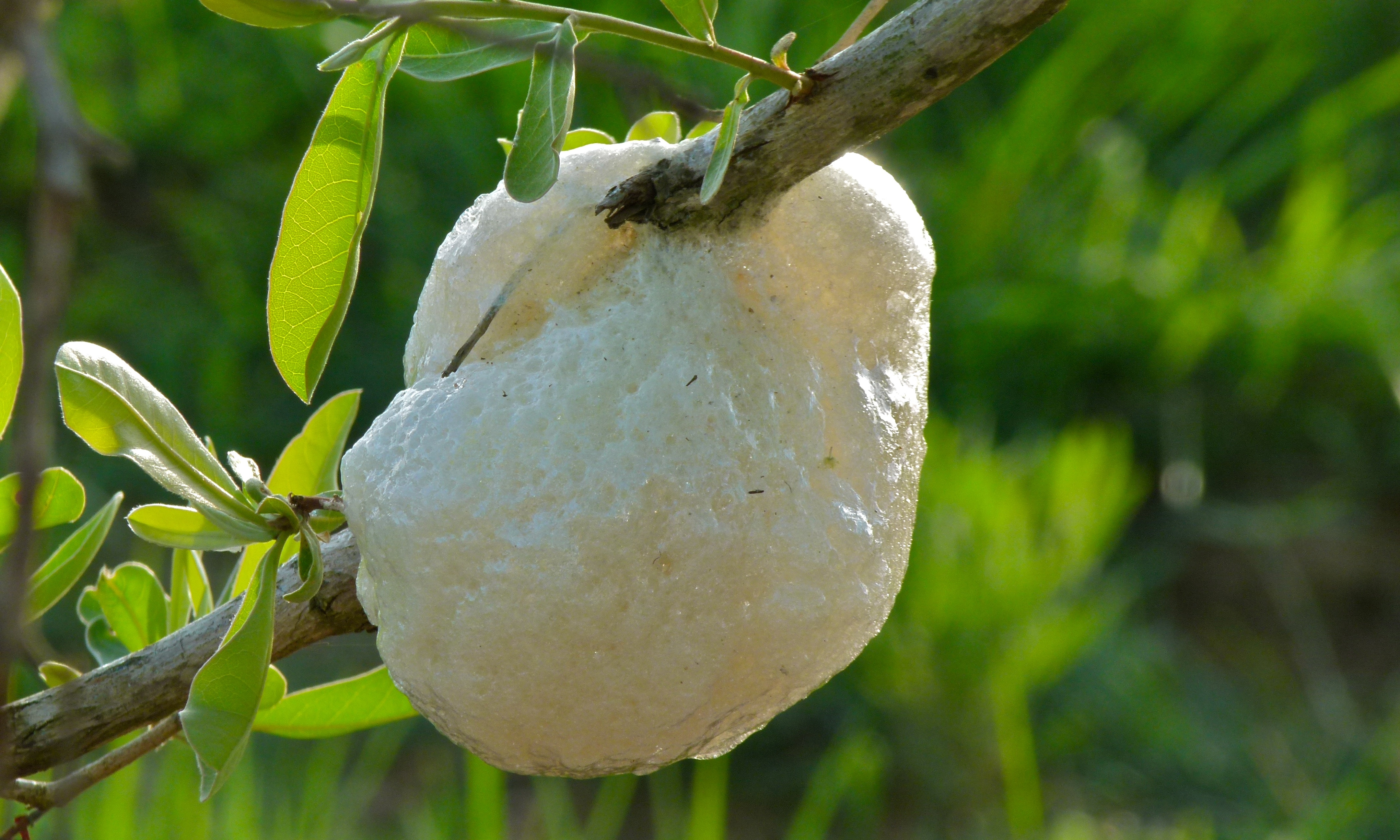
Пенное гнездо восточноафриканской хватающей лягушки

Ряд видов откладывают икру в норы, скат которых направлен в воду, окружая их пенистой массой. Через некоторое время пена разжижается и, стекая в водоём, уносит головастиков. Некоторые виды Rhacophorus носят икринки на брюхе. Самка Hylambates brevirostris вынашивает икру во рту. Pseudophilautus microtympanum откладывают икру в коре деревьев, где они развиваются под охраной самки.
Оказавшись в воде, головастики переходят к активному питанию. Они всеядны, присутствует каннибализм — крупные головастики могут поедать икру и мелких собратьев. При высокой температуре развитие молоди ускоряется, и они проходят метаморфоз, не успев достигнуть оптимального размера, что впоследствии отражается на их жизнеспособности. Обычный размер головастика, готового к метаморфозу — около 4 см.

## Распространение
Ареал семейства охватывает Центральную и Южную Африку, Мадагаскар, а также Южную и Юго-Восточную Азию от Шри-Ланки, Непала и Индии до Японии, Филиппин и Сулавеси.

## Классификация
На 23 октября 2022 года в семейство включают 2 подсемейства, 23 рода и 451 вид:
Buergeriinae Channing, 1989
- Buergeria Tschudi, 1838 — Бюргерии (6 видов)

Rhacophorinae Hoffman, 1932
- Beddomixalus Abraham at al., 2013 (1 вид)

- Beddomixalus bijui (Zachariah at al., 2011)

- Chirixalus Boulenger, 1893 (6 видов)

- Chirixalus doriae Boulenger, 1893 — Рукопалый веслоног
- Chirixalus  dudhwaensis Ray, 1992
- Chirixalus nongkhorensis (Cochran, 1927) — Глазастый веслоног
- Chirixalus pantaiselatan Munir et al., 2021
- Chirixalus simus Annandale, 1915
- Chirixalus trilaksonoi (Riyanto & Kurniati, 2014)

- Chiromantis Peters, 1854 — Хватающие лягушки (4 вида)

- Chiromantis kelleri Boettger, 1893
- Chiromantis petersii Boulenger, 1882 — Саванная хватающая лягушка
- Chiromantis rufescens (Günther, 1869) — Лесная хватающая лягушка
- Chiromantis xerampelina Peters, 1854 — Восточноафриканская хватающая лягушка

- Feihyla Frost at al., 2006 (6 видов)

- Feihyla fuhua Fei, Ye & Jiang, 2010
- Feihyla inexpectata (Matsui, Shimada & Sudin, 2014)
- Feihyla kajau (Dring, 1983) — Прозрачный веслоног
- Feihyla palpebralis (Smith, 1924)
- Feihyla samkosensis (Grismer et al., 2007)
- Feihyla vittiger (Boulenger, 1887) — Тёмнополосый веслоног

- Ghatixalus Biju, Roelants & Bossuyt, 2008 (3 вида)

- Ghatixalus asterops Biju, Roelants & Bossuyt, 2008
- Ghatixalus magnus Abraham at al., 2015
- Ghatixalus variabilis (Jerdon, 1854) — Веслоног Паркера

- Gracixalus Delorme at al., 2005 (18 видов)

- Gracixalus ananjevae (Matsui & Orlov, 2004)
- Gracixalus carinensis (Boulenger, 1893) — Бирманский веслоног
- Gracixalus gracilipes (Bourret, 1937)
- Gracixalus guangdongensis Wang et al., 2018
- Gracixalus jinggangensis Zeng et al., 2017
- Gracixalus jinxiuensis (Hu, 1978) — Бугорчатый веслоног
- Gracixalus lumarius Rowley at al., 2014
- Gracixalus medogensis (Ye & Hu, 1984)
- Gracixalus nonggangensis Mo at al., 2013
- Gracixalus quangi Rowley at al., 2011
- Gracixalus quyeti (Nguyen at al., 2008)
- Gracixalus sapaensis Matsui et al., 2017
- Gracixalus seesom Matsui at al., 2015
- Gracixalus supercornutus (Orlov, Ho & Nguyen, 2004)
- Gracixalus tianlinensis Chen et al., 2018
- Gracixalus trieng Rowley et al., 2020
- Gracixalus yunnanensis Yu et al., 2019
- Gracixalus ziegleri Le at al., 2021

- Kurixalus Ye, Fei & Dubois, 1999 (22 вида)

- Kurixalus absconditus Mediyansyah at al., 2019
- Kurixalus appendiculatus (Günther, 1858) — Бахромчатый веслоног
- Kurixalus baliogaster (Inger, Orlov & Darevsky, 1999)
- Kurixalus banaensis (Bourret, 1939) — Вьетнамский веслоног
- Kurixalus berylliniris Wu at al., 2016
- Kurixalus bisacculus (Taylor, 1962) — Сиамский веслоног
- Kurixalus chaseni (Smith, 1924)
- Kurixalus eiffingeri (Boettger, 1895) — Тайваньская бюргерия
- Kurixalus gracilloides Nguyen et al., 2020
- Kurixalus hainanus (Zhao, Wang & Shi, 2005)
- Kurixalus idiootocus (Kuramoto & Wang, 1987)
- Kurixalus inexpectatus Messenger et al., 2022
- Kurixalus lenquanensis Yu et al., 2017
- Kurixalus motokawai Nguyen, Matsui & Eto, 2014
- Kurixalus naso (Annandale, 1912)
- Kurixalus odontotarsus (Ye & Fei, 1993)
- Kurixalus raoi Zeng et al., 2021
- Kurixalus silvaenaias Hou et al., 2021
- Kurixalus verrucosus (Boulenger, 1893)
- Kurixalus viridescens Nguyen, Matsui & Duc, 2014
- Kurixalus wangi Wu at al., 2016
- Kurixalus yangi Yu at al., 2018

- Leptomantis Peters, 1867 (13 видов)

- Leptomantis angulirostris (Ahl, 1927) — Индонезийский веслоног
- Leptomantis belalongensis (Dehling & Grafe, 2008)
- Leptomantis bimaculatus Peters, 1867 — Светлоголовый веслоног
- Leptomantis cyanopunctatus (Manthey & Steiof, 1998)
- Leptomantis fasciatus (Boulenger, 1895) — Полосатый веслоног
- Leptomantis gadingensis (Das & Haas, 2005)
- Leptomantis gauni (Inger, 1966) — Шипоухий веслоног
- Leptomantis harrissoni (Inger & Haile, 1959) — Перепончатый веслоног
- Leptomantis malkmusi (Dehling, 2015)
- Leptomantis penanorum (Dehling, 2008)
- Leptomantis pseudacutirostris (Dehling, 2011)
- Leptomantis robinsonii (Boulenger, 1903) — Малаккский веслоног
- Leptomantis rufipes (Inger, 1966) — Саравакский веслоног

- Mercurana Abraham at al., 2013 (1 вид)

- Nasutixalus Jiang at al., 2016 (3 вида)

- Nasutixalus jerdonii (Günther, 1876)
- Nasutixalus medogensis Jiang at al., 2016
- Nasutixalus yingjiangensis Yang & Chan, 2018

- Nyctixalus Boulenger, 1882 — Шиповатые веслоноги (3 вида)

- Philautus Gistel, 1848 — Карликовые веслоноги (54 вида)

- Philautus abditus Inger, Orlov & Darevsky, 1999
- Philautus acutirostris (Peters, 1867) — Остромордый веслоног
- Philautus acutus Dring, 1987
- Philautus amabilis Wostl et al., 2017
- Philautus amoenus Smith, 1931 — Сабахский веслоног
- Philautus aurantium Inger, 1989
- Philautus aurifasciatus (Schlegel, 1837) — Золотистополосый веслоног
- Philautus bunitus Inger, Stuebing & Tan, 1995
- Philautus cardamonus Ohler, Swan & Daltry, 2002
- Philautus catbaensis Milto at al., 2013
- Philautus cinerascens (Stoliczka, 1870)
- Philautus cornutus (Boulenger, 1920) — Суматранский веслоног
- Philautus davidlabangi Matsui, 2009
- Philautus disgregus Inger, 1989
- Philautus dubius (Boulenger, 1882)
- Philautus erythrophthalmus Stuebing & Wong, 2000
- Philautus everetti (Boulenger, 1894)
- Philautus garo (Boulenger, 1919) — Ассамский веслоног
- Philautus gunungensis Malkmus & Riede, 1996
- Philautus hosii (Boulenger, 1895) — Калимантанский веслоног
- Philautus ingeri Dring, 1987
- Philautus jacobsoni (Van Kampen, 1912)
- Philautus juliandringi Dehling, 2010
- Philautus kakipanjang Dehling & Dehling, 2013
- Philautus kempiae (Boulenger, 1919)
- Philautus kempii (Annandale, 1912)
- Philautus kerangae Dring, 1987
- Philautus leitensis (Boulenger, 1897) — Лейтенский веслоног
- Philautus longicrus (Boulenger, 1894) — Длинноногий веслоног, или палаванский веслоног
- Philautus macroscelis (Boulenger, 1896)
- Philautus maosonensis Bourret, 1937 — Тонкинский веслоног
- Philautus microdiscus (Annandale, 1912)
- Philautus mjobergi Smith, 1925
- Philautus namdaphaensis Sarkar & Sanyal, 1985
- Philautus nepenthophilus Etter et al., 2021
- Philautus nephophilus Dehling at al., 2016
- Philautus nianeae Stuart at al., 2013
- Philautus pallidipes (Barbour, 1908)
- Philautus petersi (Boulenger, 1900)
- Philautus poecilius Brown & Alcala, 1994
- Philautus polymorphus Wostl et al., 2017
- Philautus refugii Inger & Stuebing, 1996
- Philautus saueri Malkmus & Riede, 1996
- Philautus schmackeri (Boettger, 1892) — Веслоног Шмакера
- Philautus similipalensis Dutta, 2003
- Philautus surdus (Peters, 1863) — Лусонский веслоног, или овальный веслоног
- Philautus surrufus Brown & Alcala, 1994
- Philautus tectus Dring, 1987
- Philautus thamyridion Wostl et al., 2017
- Philautus tytthus Smith, 1940
- Philautus umbra Dring, 1987
- Philautus ventrimaculatus Wostl et al., 2017
- Philautus vermiculatus (Boulenger, 1900) — Малайский веслоног
- Philautus worcesteri (Stejneger, 1905) — Минданаоский веслоног

- Polypedates Tschudi, 1838 (25 видов)
- Pseudophilautus Laurent, 1943 (80 видов)
- Raorchestes Biju at al., 2010 (75 видов)
- Rhacophorus Kuhl & Van Hasselt, 1822 — Веслоноги, или веслоногие лягушки, или летающие лягушки (45 видов)

- Rohanixalus Biju at al., 2020 (8 видов)

- Rohanixalus baladika (Riyanto & Kurniati, 2014)
- Rohanixalus hansenae (Cochran, 1927) — Таиландский веслоног
- Rohanixalus marginis (Chan at al., 2011)
- Rohanixalus nauli (Riyanto & Kurniati, 2014)
- Rohanixalus punctatus (Wilkinson at al., 2003)
- Rohanixalus senapatiensis (Mathew & Sen, 2009)
- Rohanixalus shyamrupus (Chanda & Ghosh, 1989)
- Rohanixalus vittatus (Boulenger, 1887)

- Romerus Dubois, Ohler & Pyron, 2021 (6 видов)

- Romerus calcarius (Milto at al., 2013)
- Romerus feii (Yang, Rao & Wang, 2015)
- Romerus hainanus (Liu & Wu, 2004)
- Romerus ocellatus (Liu & Hu, 1973) — Глазчатый веслоног
- Romerus romeri (Smith, 1953) — Гонконгский веслоног
- Romerus shiwandashan (Li at al., 2015)

- Taruga Meegaskumbura at al., 2010 (3 вида)

- Taruga eques (Günther, 1858)
- Taruga fastigo (Manamendra-Arachchi & Pethiyagoda, 2001)
- Taruga longinasus (Ahl, 1927) — Носатый веслоног

- Theloderma Tschudi, 1838 — Бородавчатые веслоноги (28 видов)

- Vampyrius Dubois, Ohler & Pyron, 2021 (1 вид)

- Vampyrius vampyrus (Rowley at al., 2010)

- Zhangixalus Li et al., 2019 (40 видов)

- Zhangixalus achantharrhena (Harvey, Pemberton & Smith, 2002)
- Zhangixalus amamiensis Inger, 1947)
- Zhangixalus arboreus (Okada & Kawano, 1924)
- Zhangixalus arvalis (Lue, Lai & Chen, 1995)
- Zhangixalus aurantiventris (Lue, Lai & Chen, 1994)
- Zhangixalus burmanus (Andersson, 1939)
- Zhangixalus chenfui (Liu, 1945)
- Zhangixalus dennysi (Blanford, 1881)
- Zhangixalus dorsoviridis (Bourret, 1937)
- Zhangixalus duboisi (Ohler et al., 2000)
- Zhangixalus dugritei (David, 1872)
- Zhangixalus dulitensis (Boulenger, 1892)
- Zhangixalus feae (Boulenger, 1893)
- Zhangixalus franki Ninh et al., 2020
- Zhangixalus hongchibaensis (Li et al., 2012)
- Zhangixalus hui (Liu, 1945)
- Zhangixalus hungfuensis (Liu & Hu, 1961)
- Zhangixalus jarujini (Matsui & Panha, 2006)
- Zhangixalus jodiae Nguyen et al., 2020
- Zhangixalus leucofasciatus (Liu & Hu, 1962)
- Zhangixalus lishuiensis (Liu, Wang & Jiang, 2017)
- Zhangixalus minimus (Rao, Wilkinson & Liu, 2006)
- Zhangixalus moltrechti (Boulenger, 1908)
- Zhangixalus nigropunctatus (Liu, Hu & Yang, 1962)
- Zhangixalus omeimontis (Stejneger, 1924)
- Zhangixalus owstoni (Stejneger, 1907)
- Zhangixalus pachyproctus Yu et al., 2019
- Zhangixalus pinglongensis (Mo et al., 2016)
- Zhangixalus prasinatus (Mou, Risch & Lue, 1983)
- Zhangixalus prominanus (Smith, 1924)
- Zhangixalus puerensis (He, 1999)
- Zhangixalus schlegelii (Günther, 1858)
- Zhangixalus smaragdinus (Blyth, 1852)
- Zhangixalus suffry (Bordoloi, Bortamuli & Ohler, 2007)
- Zhangixalus taipeianus (Liang & Wang, 1978)
- Zhangixalus viridis (Hallowell, 1861)
- Zhangixalus wui (Li et al., 2012)
- Zhangixalus yaoshanensis (Liu & Hu, 1962)
- Zhangixalus yinggelingensis (Chou, Lau & Chan, 2007)
- Zhangixalus zhoukaiyae (Pan, Zhang & Zhang, 2017)

## Фото

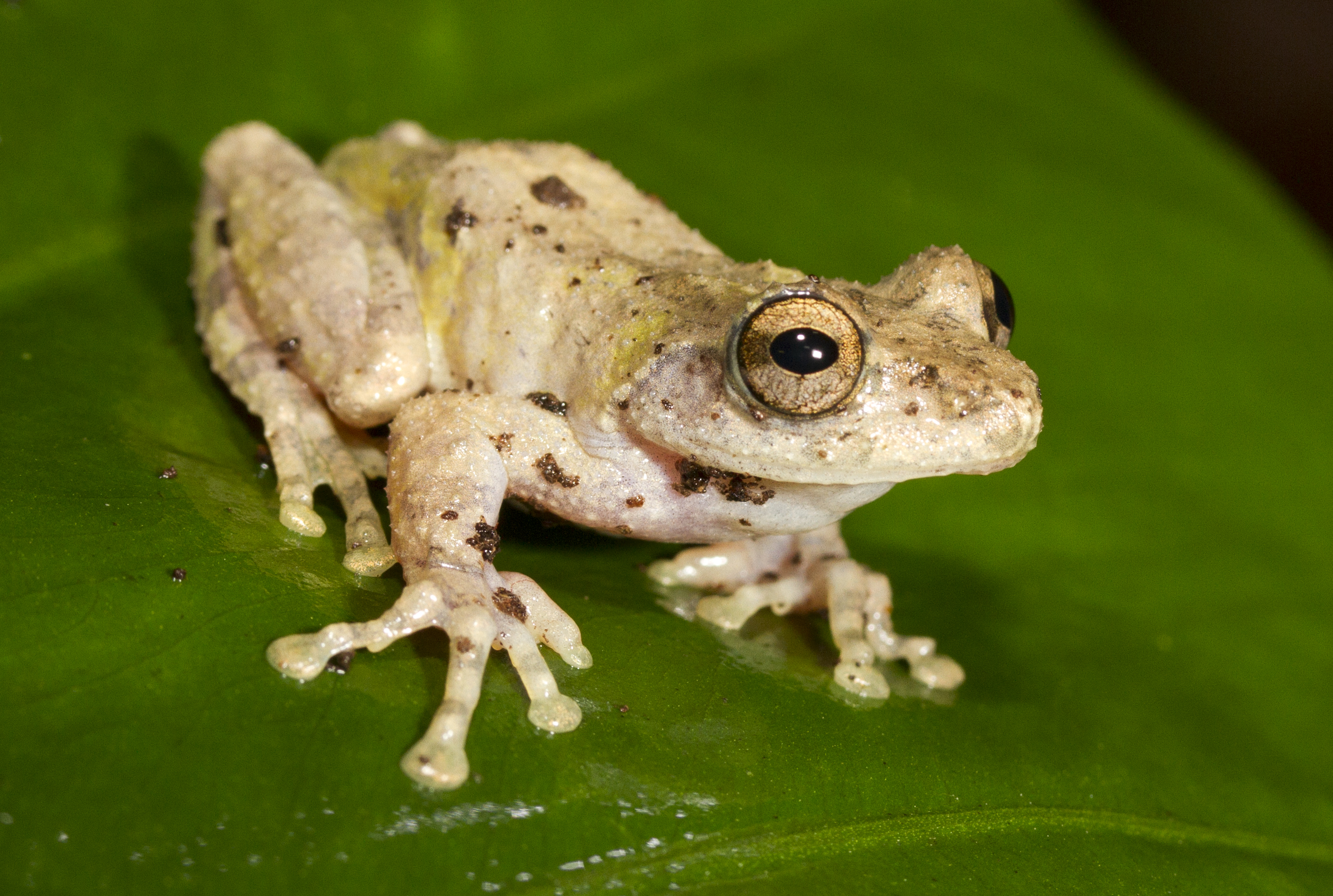
Тайваньская бюргерия
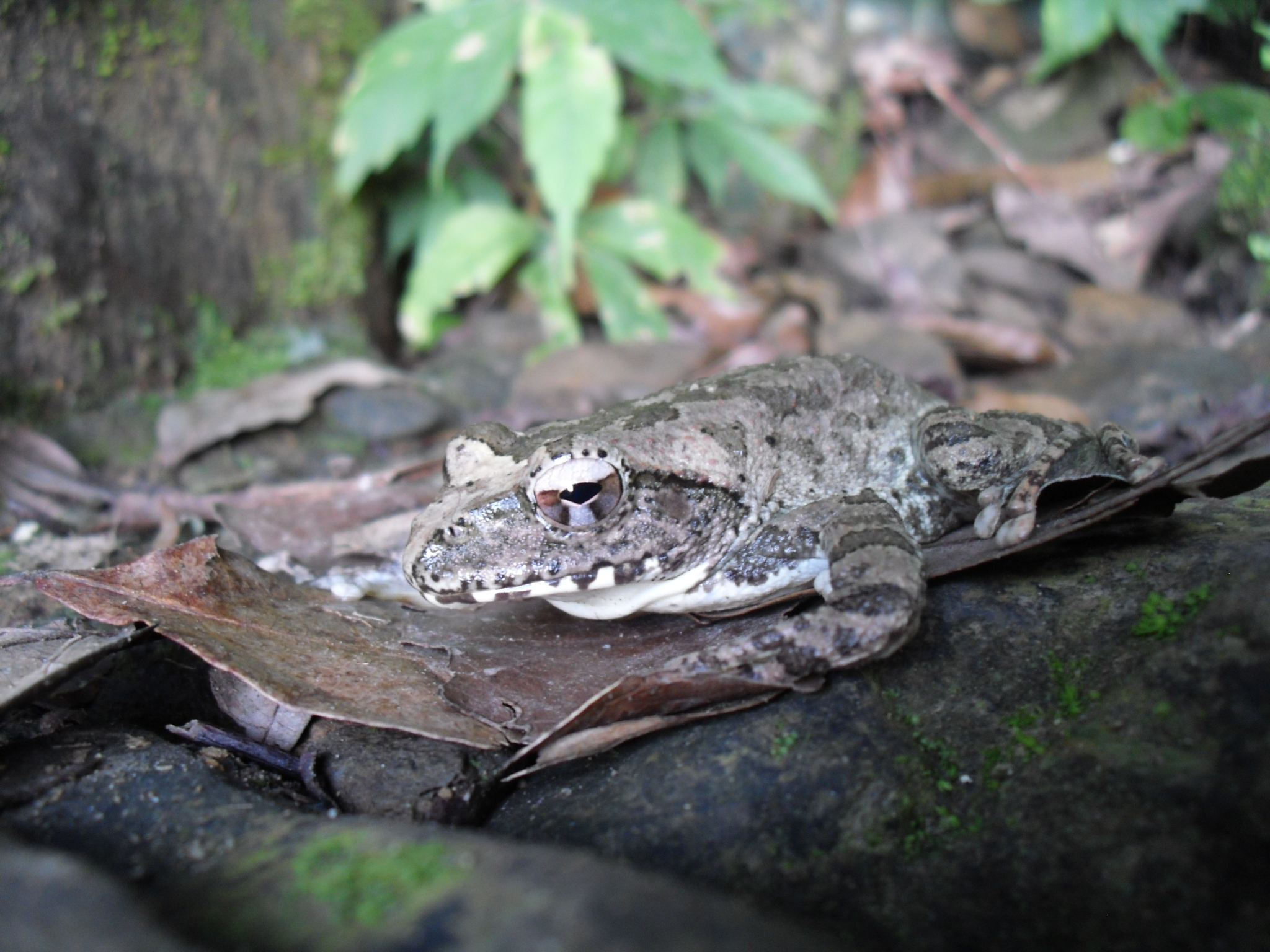
Речная бюргерия
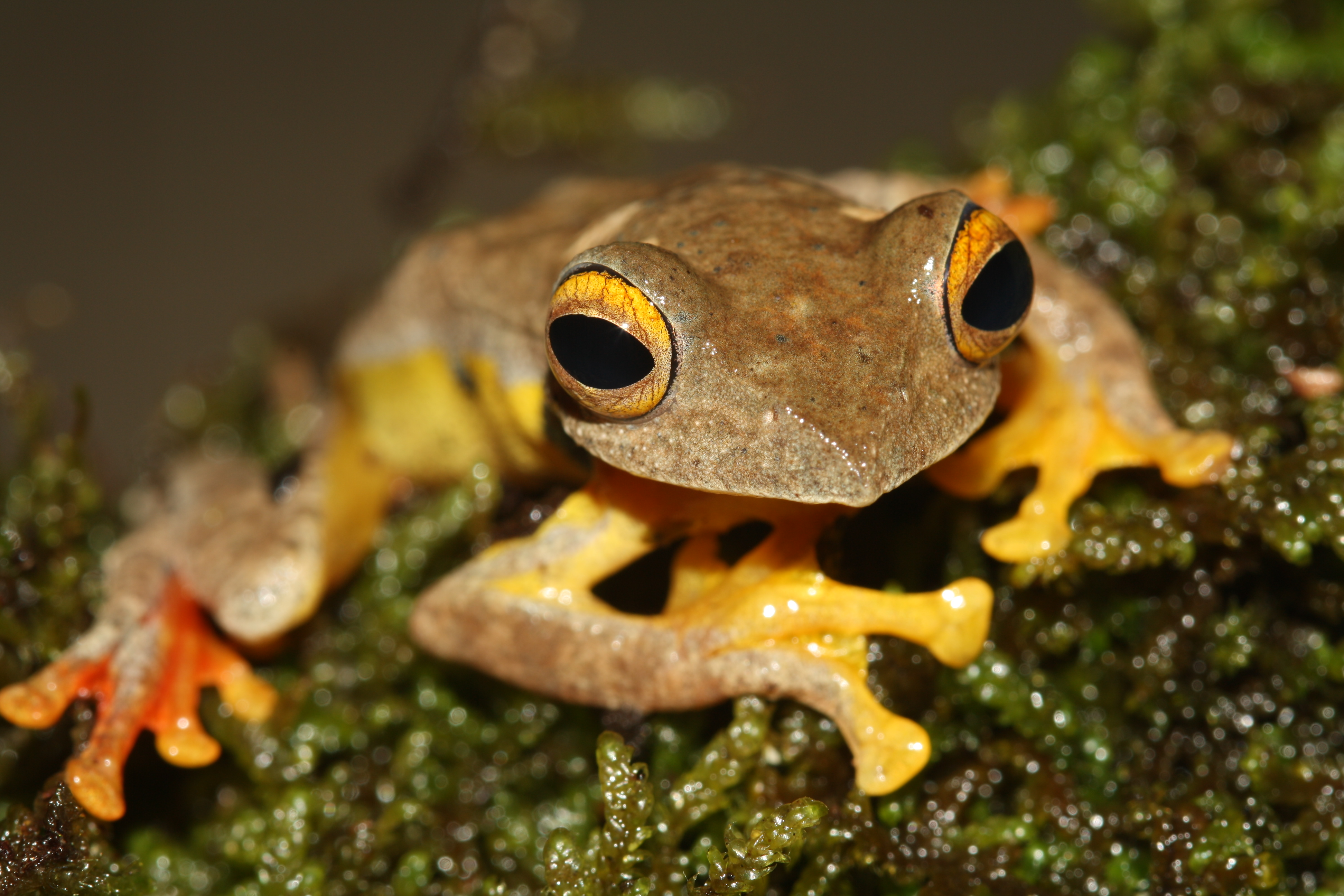
Двухпятнистый веслоног
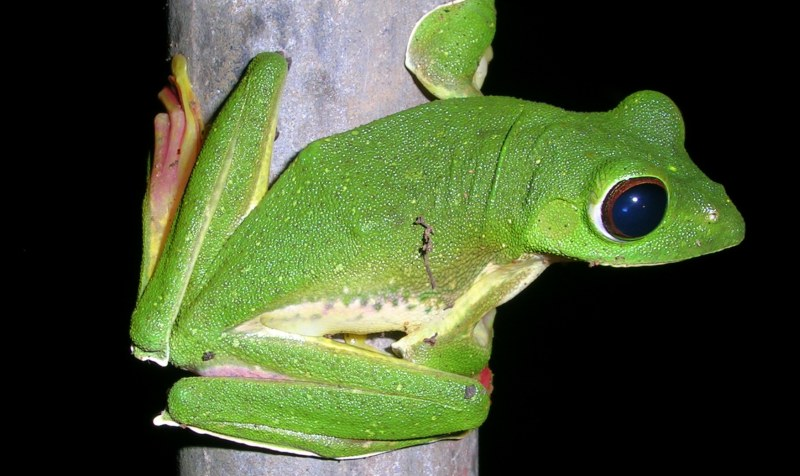
Малабарский веслоног